# فيكتور ريبيرو
فيتور دي سوزا ريبيرو (بالبرتغالية: Vítor de Souza Ribeiro؛ مواليد 24 فبراير 1979) هو مُقاتل فنون قتالية مختلطة برازيلي.

## وصلات خارجية
- فيتور ريبيرو على موقع شيردوغ (الإنجليزية)
- فيتور ريبيرو على موقع IMDb (الإنجليزية)